# Ungoloz
Ungoloz es una localización perteneciente al universo de ficción del juego de rol titulado Aventuras en la Marca del Este. Se trata de una poderosa nación belicosa, inspirada en los antiguos normandos.

## Geografía
Ungoloz se ubica en el continente Valion, tras la cordillera de Liafdag, cuya forma de herradura recoge el enorme valle interior. Solo unos pocos pasos de montaña y el altiplano septentrional sirven como puntos de acceso y salida al interior del país.
Su territorio linda con la Marca del Este, perteneciente a Reino Bosque.
La capital del reino, Augelmir, nace a los pies del lago Cristalmir, la Laguna Regia de Ungoloz, al noroeste, que se mantiene helada buena parte del año.
La ciudad de las mil torres, como también se conoce a Augelmir, se encuentra casi siempre cubierta por la densa niebla helada que desciende desde las cumbres nevadas del Liafdag para cubrir los campos con un manto invernal perenne.
Según se desciende hacia la porción meridional del valle interior, los campos ganan en verdor, con numerosos campos de cultivo en parcelas divididas por enormes setos espinosos y muros de mampostería que se multiplican a la vera de los caminos y senderos que serpentean entre lomas y colinas cubiertas por árboles y arbustos de acebo.
Por el sur, la cordillera del Liafdag se cierra y curva, erigiéndose en una ciclópea frontera pétrea. Los picos y farallones dejan caer la poca nieve que se agarra en sus escolleras y vertientes, y el agua desemboca, precipitada, en el valle de Corvix y el río Sirinsal, que corre por los desfiladeros para llegar ya remansado a la Laguna de Liafdag, cerca de la Roca Blanca, bastión de nobles señores de antaño.

## Historia
Tan antiguo como Reino Bosque, Ungoloz es el resultado de cientos de años de migraciones de pueblos bárbaros provenientes de las heladas estepas orientales y la Marca del Norte (también conocida como Marca de los Titanes).
Los primeros grupos en asentarse en la altiplanicie interior, resguardada por la cordillera del Liafdag, provenían de las fríos páramos del este, formados por tribus nómadas de aguerridos luchadores que viajaban con sus familiares saqueando y destruyendo todo lo que encontraban a su paso. Muchos de estos grupos se asentaron en el valle interior, llamado Ungoloz, destacando la tribu de Uriens Odinkar, que fundó Augelmir a orillas del lago Cristalmir.
Otros grupos tribales independientes fueron penetrando en el valle, ocupando otras zonas y fundando pequeños asentamientos rurales, en muchas ocasiones asimilando a las tribus indígenas (generalmente integradas por humanos militarmente poco organizados) cuando no destruyéndolas. Otros grupos pequeños de población local, como comunidades de elfos o trasgos, fueron diezmadas o desplazadas hasta su práctica desaparición del territorio.
Con el tiempo, la tribu de Uriens fue creciendo en poder, para comenzar una agresiva expansión por el valle interior, conquistando y dominando el territorio hasta formar una entidad política y militar cohesionada, extendida por todo el valle de Ungoloz y con capital en Augelmir. Este naciente estado pasó a llamarse Ungoloz (Tierra tras la Montaña en el viejo idioma de las estepas del este) y no pasó mucho tiempo para que este nombre fuera temido y odiado en todo Valion. Desde entonces, un descendiente del linaje de Uriens ha ocupado el Trono de Hierro en Augelmir, liderando el Ejército Negro de Ungoloz.

## Estructura política
Ungoloz es una monarquía absoluta de corte autoritario, cuando no tiránico. El rey Uriens V es señor absoluto y rige el destino de su pueblo con mano de hierro. De hecho, el poder en Ungoloz siempre ha estado bajo control de la familia Uriens, desde tiempo inmemorial, cuando los primeros grupos de bárbaros de la estepa penetraron en el valle interior a través de los pasos del altiplano.
Uriens V tiene su corte en Augelmir, en la Ciudadela de Hierro.
El resto del territorio se organiza en baronías, dominadas por familias nobles de estirpe. Los barones son vasallos del rey y le rinden tributo, impuestos y hombres cuando el rey ordena la formación del Ejército Negro para marchar a la guerra. Dentro de sus baronías, los señores disfrutan de cierta autonomía y poder, que emplean sin temor para aplastar cualquier atisbo de desobediencia, desorden o indisciplina.

## Ejército
Los ungolitas son aguerridos luchadores y grandes jinetes, dotados para la guerra, destacando sus temibles arqueros a caballo.
La caballería es el elemento más importante en los ejércitos del reino, con el apoyo de la infantería.
La caballería se equipa con armaduras de escamas ligeras o corseletes de hierro, yelmos cerrados o abiertos, adornados con plumas o trenzadas de pelo animal (habitualmente colas de caballo). De forma general, las tropas montadas están armadas con arcos cortos, jabalinas, hachas y espadas.
Los nobles ungolitas lideran las unidades de caballería, poseyendo armaduras de placas con diseños más elaborados, así como escudos con dibujos mostrando rostros monstruosos y bardas de escamas para los caballos.
La infantería es equipada con petos de cuero endurecido y tachonado, corseletes de bronce o escamas de hierro y cotas de malla, amén de escudos redondos de madera reforzados con bandas de metal, yelmos abiertos de forma cónica, adornados ocasionalmente con cuernos, cabello de animal o plumas. Sus armas más habituales son las lanzas, jabalinas, arcos cortos, espadas largas o cortas y hachas ligeras.
Los ejércitos de Ungoloz actúan imprimiendo a sus acciones una enorme violencia y rapidez, confiando en la capacidad de sus tropas para maniobrar con eficacia y celeridad, golpeando al enemigo con potentes cargas de caballería apoyadas por sus arqueros montados. Posteriormente, la infantería asegura el terreno y consolida las posiciones.
Los ungolitas rara vez toman prisioneros, ejecutando a todo aquel que caiga en sus manos. Los prisioneros son degollados o decapitados, para luego ser despedazados o empalados cerca de los pueblos o caminos como advertencia.
Cuando un ungolita mata a su primer enemigo en combate, debe beber su sangre. En muchas ocasiones, las tropas de Ungoloz toman trofeos a sus enemigos derrotados, como sus cabezas cercenadas, cabelleras, orejas o manos que clavan en sus escudos. También gustan de conservar las calaveras de sus enemigos para, una vez preparadas, usarlas como vasos para usar en sus celebraciones.